# رافاييل روميرو باروس
رافاييل روميرو باروس (بالإسبانية: Rafael Romero Barros)‏ هو رسام إسباني، ولد في 30 مايو 1832 في موغير في إسبانيا، وتوفي في 2 ديسمبر 1895 في قرطبة في إسبانيا.